# Бірюков Євген Андрійович
Євге́н (Євгеній) Андрі́йович Бірюко́в — молодший сержант МВС України.

## Життєпис
Проживав у місті Конотоп. У часі війни з грудня 2014-го — міліціонер, батальйон патрульної служби міліції особливого призначення «Гарпун».
22 липня 2015-го під час боїв за Авдіївку уночі зазнав осколкового поранення в скроню — біля блокпоста «Шахта», між Авдіївкою та Ясинуватою — повертався з бойового завдання та підірвався на розтяжці. Тоді ж поранень зазнали троє вояків, молодший сержант Микола Гордійчук помер дорогою до госпіталю. Помер у лікарні Дніпропетровська, не прийшовши до тями.
Похований у Конотопі. Без Євгена залишилися дружина та донька.

## Нагороди
За особисту мужність, сумлінне та бездоганне служіння Українському народові, зразкове виконання військового обов'язку відзначений — нагороджений
- 15 вересня 2015 року — орденом «За мужність» III ступеня (посмертно).